# Dañs Trikot
La Dañs Trikot est une danse bretonne originaire du Pays vannetais, qui s'est diffusée dans les mêmes limites géographiques que l'an-dro et l'hanter-dro. C'est une ronde qui combine des pas de l'une et de l'autre de ces deux danses. Deux principales variantes ont été collectées. La première, simple, alterne une première partie dansée en hanter-dro et une seconde en an-dro. La deuxième forme, collectée uniquement à Baud par Jean-Michel Guilcher, oppose une première partie dansée avec le pas d'hanter-dro et une seconde, composée de deux pas d'an-dro suivis d'un pas d'hanter-dro. 
En fest-noz, on voit aujourd'hui les danseurs effectuer la partie hanter dro avec une tenue de main haute. Lorsque les chanteurs chantent le refrain ou lorsque la musique change, les danseurs déroulent leurs bras afin d'effectuer les mouvements de bras de l'an-dro (où, contrairement à l'hanter dro, les bras ne sont pas statiques). Dès que le refrain est fini, les danseurs reviennent en position d'hanter-dro. Toutefois, ce n'est pas la seule façon de procéder. Dans la variante de Baud, on peut également réaliser un mouvement de bras sur la partie hanter-dro.